# Santa Rosa Segunda Sección
Santa Rosa Segunda Sección är en ort i Mexiko.   Den ligger i kommunen Heroica Ciudad de Huajuapan de León och delstaten Oaxaca, i den sydöstra delen av landet, 230 km sydost om huvudstaden Mexico City. Santa Rosa Segunda Sección ligger 1 626 meter över havet och antalet invånare är 472.
Terrängen runt Santa Rosa Segunda Sección är huvudsakligen lite kuperad. Santa Rosa Segunda Sección ligger nere i en dal. Runt Santa Rosa Segunda Sección är det ganska glesbefolkat, med 24 invånare per kvadratkilometer. Närmaste större samhälle är Ciudad de Huajuapan de León, 1,8 km söder om Santa Rosa Segunda Sección. I omgivningarna runt Santa Rosa Segunda Sección växer huvudsakligen savannskog.